# Corey Albano
Corey Albano, né le 28 juillet 1975 à New York, est un joueur américano-italien de basket-ball. Il évolue durant sa carrière au poste d'ailier fort.